# Alfred Schwarzmann

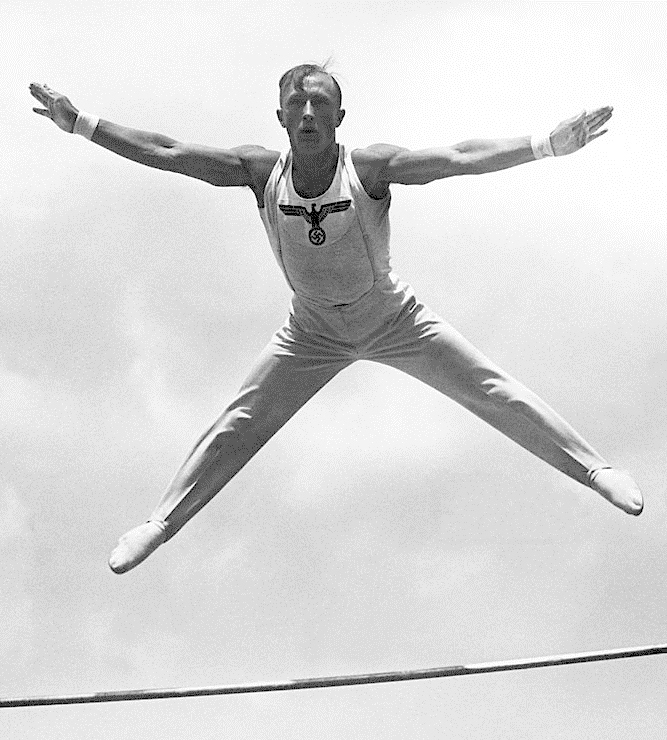
Alfred Schwarzmann bei den Olympischen Spielen 1936

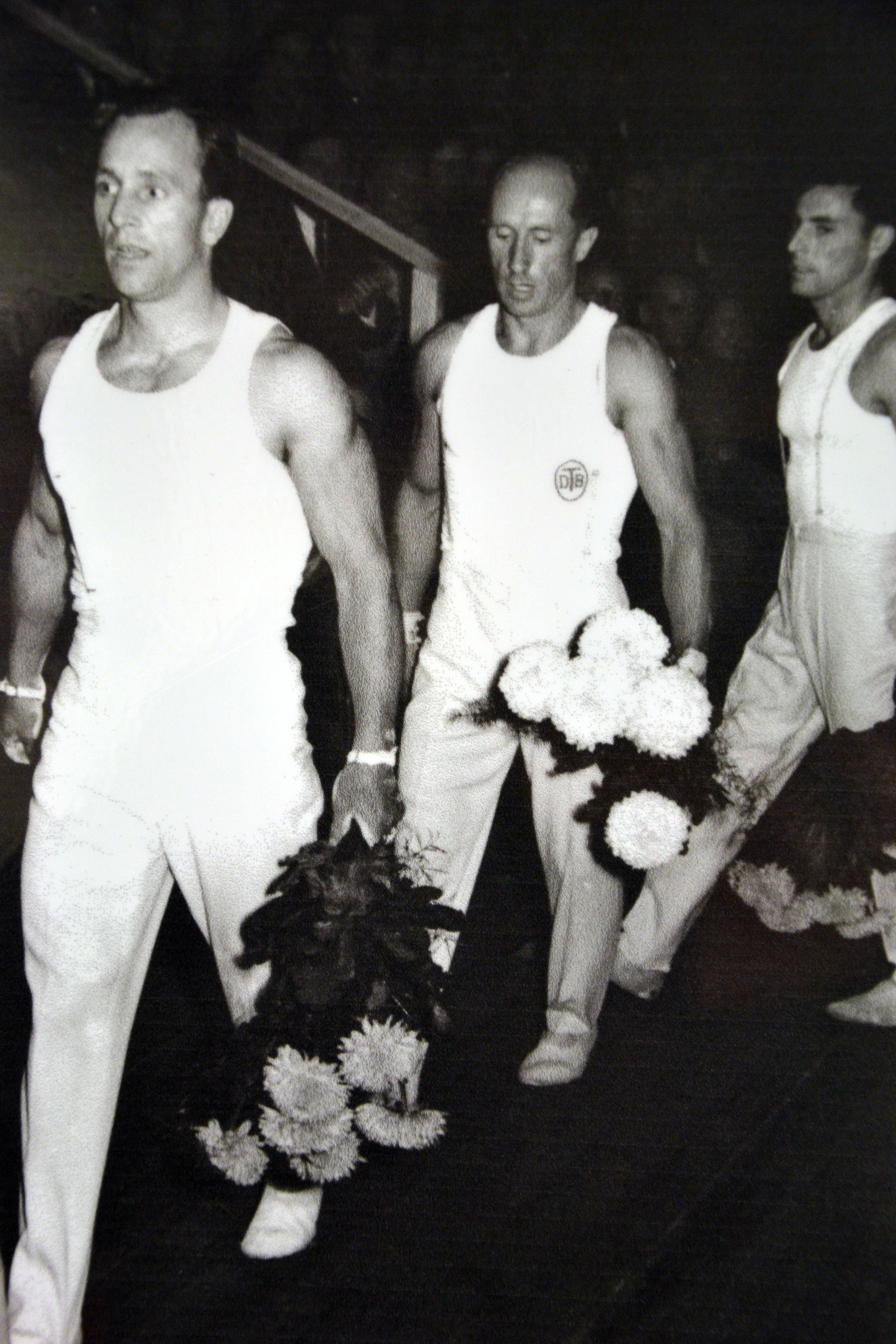
Sportpressefest in der Kieler Ostseehalle 1951, v.l.: Rudi Gauch, Alfred Schwarzmann und Jakob Kiefer

Alfred Schwarzmann (* 23. März 1912 in Fürth; † 11. März 2000 in Goslar) war ein deutscher Kunstturner und im Zweiten Weltkrieg Major der Luftwaffe und Ritterkreuzträger.
Schwarzmann wurde bei den Olympischen Sommerspielen 1936 in Berlin dreimal Olympiasieger: beim Pferdsprung, im Mehrkampf und im Mehrkampf mit der deutschen Mannschaft. Er gewann bei diesen Olympischen Spielen außerdem die Bronzemedaillen am Reck und am Barren. 1952 holte er die Silbermedaille im Reckturnen bei den Olympischen Spielen in Helsinki. Schwarzmann wurde zum deutschen Kunstturner des Jahrhunderts gewählt.

## Leben
Alfred Schwarzmann war der Sohn des Fürther Kaufmanns Georg Schwarzmann, Oberturnwart des TV 1860 Fürth, und der Lina Sorger. Er hatte eine Schwester, Helene. Schwarzmann war seit 1929 Soldat der Reichswehr.
Seinen ersten regionalen Erfolg errang er 1930 beim Bayerischen Landesturnfest als Sieger im Mehrkampf. Bei den Deutschen Turnmeisterschaften 1931 in Essen erreichte er als jüngster Teilnehmer den elften Rang, beim Deutschen Turnfest 1933 in Stuttgart wurde er Vierter im Zwölfkampf.
Er wurde Deutscher Meister im Mehrkampf bei den Deutschen Turnmeisterschaften 1934 in Dortmund. Seitdem zählte Schwarzmann zur nationalen Auswahlriege. 1935 nahm er beim Kunstturnen Reichsheer-Deutsche Turnerschaft als Heeres-Angehöriger teil.
Seine größten Erfolge errang er bei den Olympischen Spielen 1936 in Berlin, als er zu den erfolgreichsten Olympioniken zählte. Für seine Erfolge wurde er, als Berufssoldat und Turn- und Sportlehrer an der Heeressportschule Wünsdorf, zum Leutnant befördert.
1938 errang Schwarzmann in Karlsruhe drei weitere deutsche Meistertitel, im Mehrkampf, Sprung und am Reck.
Im Zweiten Weltkrieg wurde er u. a. am 29. Mai 1940 als Oberleutnant der Reserve und Zugführer im Fallschirmjäger-Regiment 1 mit dem Ritterkreuz des Eisernen Kreuzes ausgezeichnet. Bis Kriegsende wurde er bis zum Major der Reserve befördert. Er wurde unter anderem bei der Eroberung der Niederlande und Kretas sowie an der Ostfront eingesetzt.
Von 1946 bis 1947 war Schwarzmann Turnlehrer im MTV Braunschweig. 1948 kam er nach Goslar, wo er Sportlehrer am Ratsgymnasium Goslar war. An den Olympischen Sommerspielen 1952 in Helsinki nahm er erneut teil und gewann wieder eine Silbermedaille, diesmal am Reck. Er wurde zum deutschen Kunstturner des Jahrhunderts gewählt.

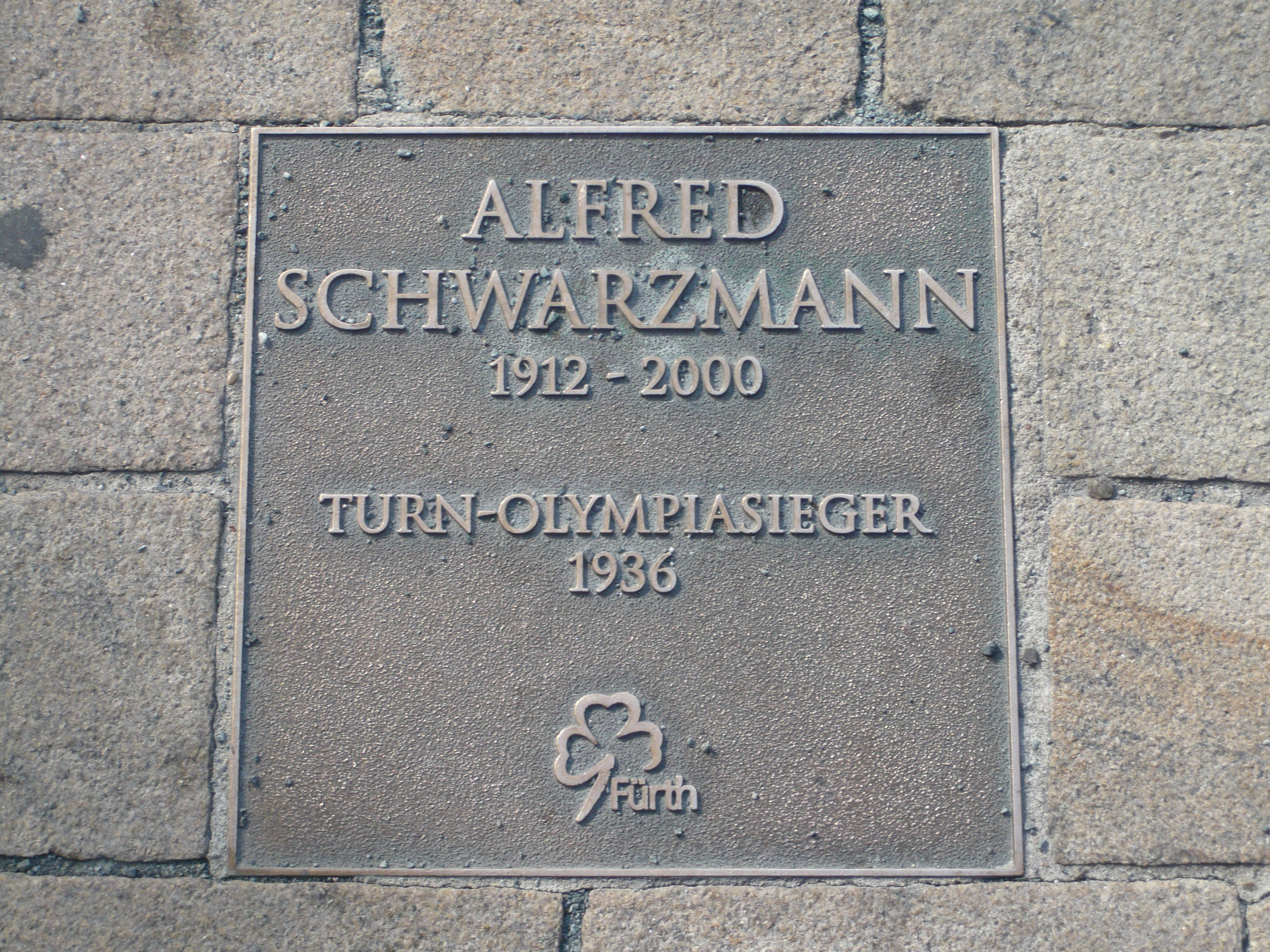
Tafel zu Ehren von Schwarzmann im Fürther Pflaster

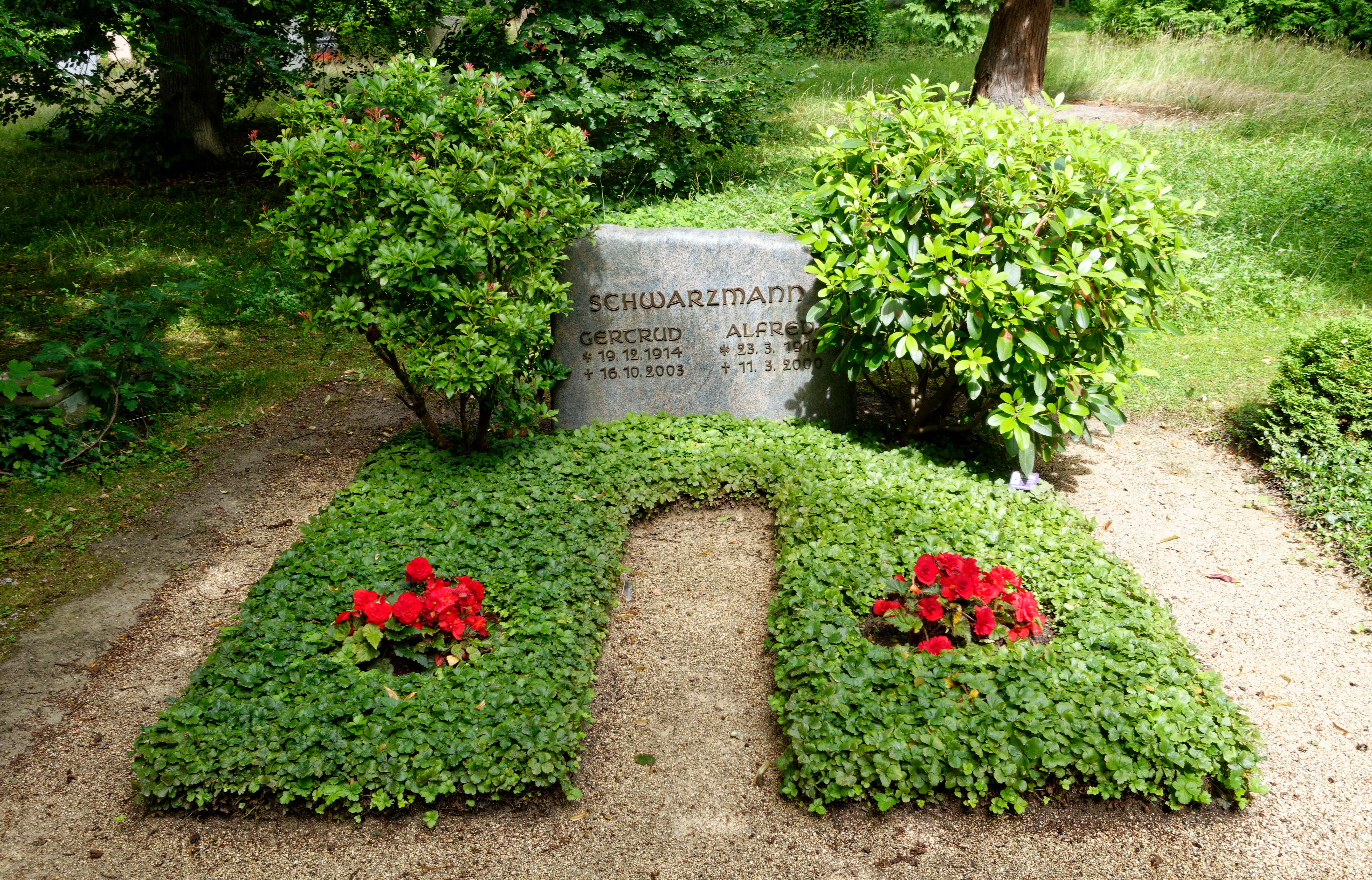
Grab auf dem Alten Friedhof in Goslar

Seine Tochter ist die ehemalige und erste Bundestrainerin im Voltigieren, internationale Richterin und renommierte Ausbilderin Helma Schwarzmann. Mit mehr als 30 Weltmeistertiteln zählt sie zu den erfolgreichsten Trainern weltweit.
Für den Gewinn der Silbermedaille im Reckturnen bei den Olympischen Spielen 1952 in Helsinki wurde er mit dem Silbernen Lorbeerblatt ausgezeichnet. Für seine Verdienste um den Sport in Niedersachsen wurde er 1988 in die Ehrengalerie des niedersächsischen Sports des Niedersächsischen Instituts für Sportgeschichte aufgenommen.
2008 folgte (posthum) die Aufnahme in die Hall of Fame des deutschen Sports.